# Vitalij Skomarovs'kyj
Vitalij Skomarovs'kyj (in ucraino Віталій Скомаровський?; Berdyčiv, 30 dicembre 1963) è un vescovo cattolico ucraino, dal 12 aprile 2014 vescovo di Luc'k.

## Biografia
Vitalij Skomarovs'kyj è nato a Berdyčiv il 30 dicembre 1963 in una famiglia cattolica di origini polacche.

### Formazione e ministero sacerdotale
Dopo aver terminato l'istruzione scolastica nella sua città natale, si è laureato in medicina e ha svolto il servizio obbligatorio nell'Esercito sovietico. Successivamente è entrato nel seminario teologico maggiore di Riga dove ha compiuto gli studi di filosofia e teologia.
Il 27 maggio 1990 è stato ordinato presbitero per la diocesi di Žytomyr a Riga da monsignor Vilhelms Ņukšs, vescovo ausiliare di Riga. In seguito è stato vicario parrocchiale a Berdyčiv dal 1990 al 1991, segretario del vescovo Jan Purwiński e vicario parrocchiale a Žytomyr dal 1991 al 1992, parroco a Sumy dal 1992 al 1995, cancelliere vescovile dal 1995 al 1998, rettore della cattedrale di Santa Sofia a Žytomyr dal 1998 al 2000, vice-rettore del seminario maggiore teologico latino di Vorzel' dal 2000 al 2002 e rettore dello stesso dal 2002.

### Ministero episcopale
Il 7 aprile 2003 papa Giovanni Paolo II lo ha nominato vescovo ausiliare di Kiev-Žytomyr e titolare di Bencenna. Ha ricevuto l'ordinazione episcopale il 7 giugno successivo nella cattedrale di Santa Sofia a Žytomyr dal cardinale Marian Franciszek Jaworski, arcivescovo metropolita di Leopoli, co-consacranti l'arcivescovo Nikola Eterović, nunzio apostolico in Ucraina, e il vescovo di Kiev-Žytomyr Jan Purwiński. Ha continuato a reggere il seminario di Vorzel' fino al 2011.
Nel settembre del 2007 ha compiuto la visita ad limina.
Il 12 aprile 2014 papa Francesco lo ha nominato vescovo di Luc'k. Ha preso possesso della diocesi il 17 maggio successivo con una cerimonia tenutasi nella cattedrale dei Santi Pietro e Paolo a Luc'k.
Nel febbraio del 2015 ha compiuto una seconda visita ad limina.
Dal 31 maggio 2016 al 24 giugno 2017 è stato anche amministratore apostolico sede vacante di Kiev-Žytomyr.
Dal 17 marzo 2023 è presidente della Conferenza episcopale dell'Ucraina. In precedenza è stato presidente della commissione per i mezzi di comunicazione di massa e della commissione per le congregazioni femminili e maschili e segretario generale dal 2013 al 17 marzo 2023.

## Genealogia episcopale
La genealogia episcopale è:
- Cardinale Scipione Rebiba
- Cardinale Giulio Antonio Santori
- Cardinale Girolamo Bernerio, O.P.
- Arcivescovo Galeazzo Sanvitale
- Cardinale Ludovico Ludovisi
- Cardinale Luigi Caetani
- Cardinale Ulderico Carpegna
- Cardinale Paluzzo Paluzzi Altieri degli Albertoni
- Papa Benedetto XIII
- Papa Benedetto XIV
- Papa Clemente XIII
- Cardinale Enrico Benedetto Stuart
- Papa Leone XII
- Cardinale Chiarissimo Falconieri Mellini
- Cardinale Camillo Di Pietro
- Cardinale Mieczysław Halka Ledóchowski
- Cardinale Jan Maurycy Paweł Puzyna de Kosielsko
- Arcivescovo Józef Bilczewski
- Arcivescovo Bolesław Twardowski
- Arcivescovo Eugeniusz Baziak
- Papa Giovanni Paolo II
- Cardinale Franciszek Macharski
- Cardinale Marian Franciszek Jaworski
- Vescovo Vitalij Skomarovs'kyj